# Kittsee
Kittsee (Slowaaks: Kopčany; Hongaars: Köpcsény; Kroatisch: Gijeca) is een gemeente in de Oostenrijkse deelstaat Burgenland, gelegen in het district Neusiedl am See (ND). Kittsee ligt direct onder de rook van Bratislava en profiteert volop van de zich snel ontwikkelende Slowaakse economie.

## Geschiedenis
Tot 1920 behoorde Kittsee (Köpcsény) tot Hongarije. 200 jaar lang was de adellijke familie Eszterházi bezitter van het dorp, in 1880 kwam het in bezit van de Hongaarse familie Batthyány. Ze lieten het nieuwe slot bouwen, het huidige Batthyany slot.

## Bevolking
- In 1910 waren er 3123 inwoners waaronder 1180 Duitstaligen, 1054 Kroaten en 756 Hongaren.
- In 2001 waren er 1877 inwoners waaronder 1686 Duitstaligen, 28 Hongaren, 54 Kroaten en 36 Slowaken.
- In 2016 waren er 2999 inwoners[1]

## Geboren in Kittsee
- 1831 - Joseph Joachim - violist
- 1989 - Thomas Schrammel - voetballer (o.a. Rapid Wien en Oostenrijks voetbalelftal)

## Geografie
Kittsee heeft een oppervlakte van 19,3 km². Het ligt in het uiterste oosten van het land. Kittsee is een grensdorp en ligt dicht tegen de Slowaakse grens. Tijdens de "IJzeren Gordijn"-periode stond daar een vervallen station en de weg liep dood in het struikgewas. Daar stonden de Oostenrijkse rood-witte paaltjes en de vermelding "Achtung Staatsgrenze", maar geen prikkeldraad. Vandaar af kon men Bratislava zien liggen.

## Bezienswaardigheden

Afbeeldingen
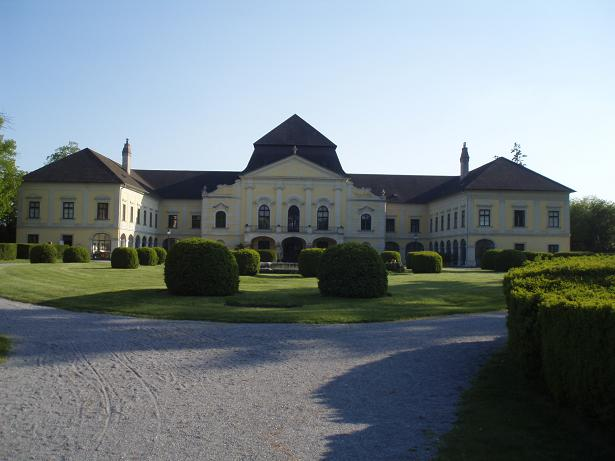
Nieuwe Slot Batthyany
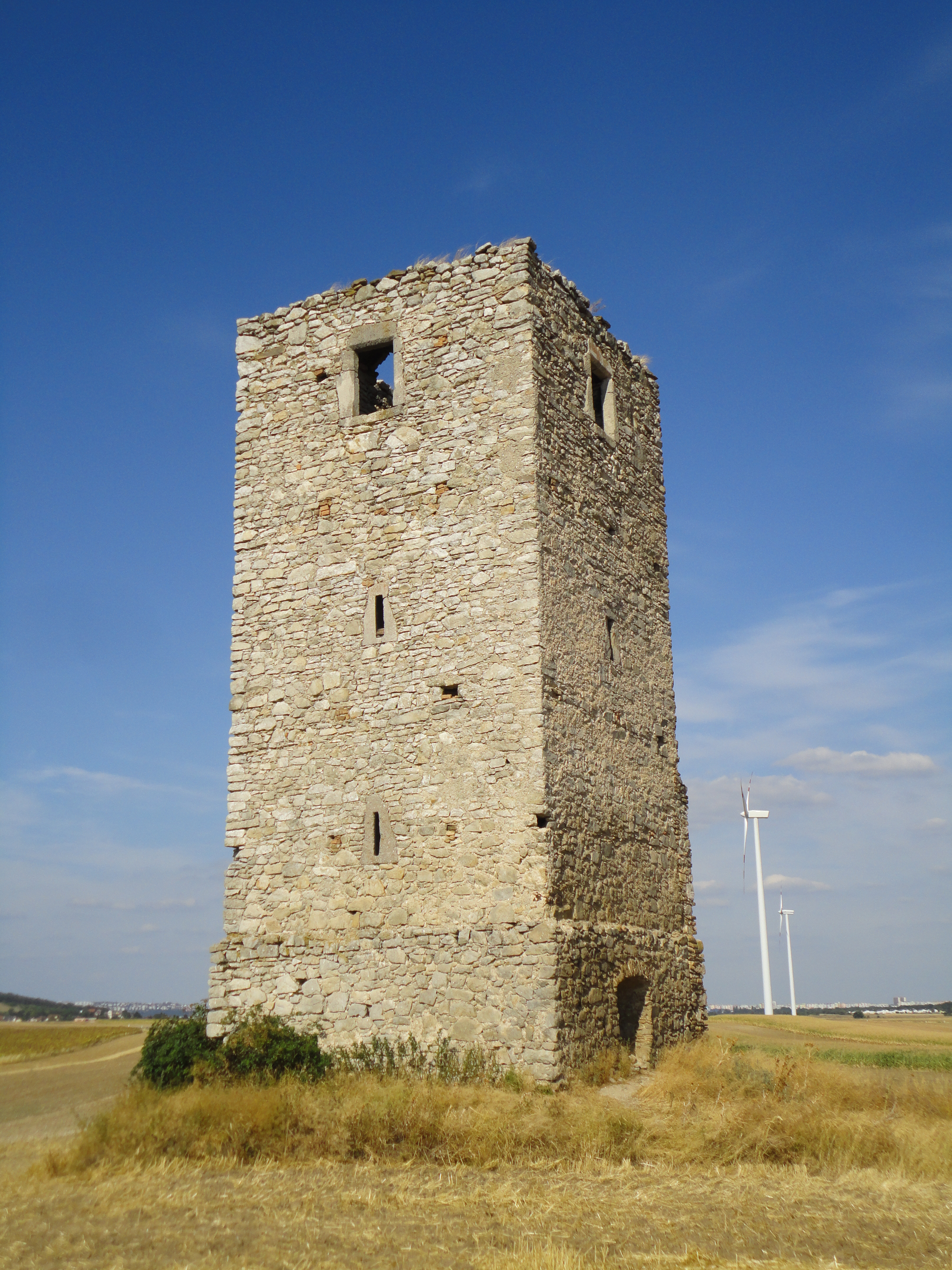
toren

Andau · Apetlon · Bruckneudorf · Deutsch Jahrndorf · Edelstal · Frauenkirchen · Gattendorf · Gols · Halbturn · Illmitz · Jois · Kittsee · Mönchhof · Neudorf bei Parndorf · Neusiedl am See · Nickelsdorf · Pama · Pamhagen · Parndorf · Podersdorf am See · Potzneusiedl · Sankt Andrä am Zicksee · Tadten · Wallern im Burgenland · Weiden am See · Winden am See · Zurndorf
- Gemeinsame Normdatei: 4030894-7
- MusicBrainz: 15354fcd-ec27-49db-a4c8-6d5cb35c426d
- Nationale Bibliotheek van Tsjechië: ge760291
- Nationale Bibliotheek van Israël: 987007515074005171
- Virtual International Authority File: 248957926